# Eine unheimliche Karriere
Eine unheimliche Karriere ist eine deutsche Komödie aus dem Jahr 1989, die unter der Regie von Eberhard Itzenplitz entstand.

## Handlung
Hans Breden ist ein gescheiterter „ewiger Student“ ohne dauerhafte Anstellung. Zum Abschluss des Medizinstudiums fehlen ihm die finanziellen Mittel. Seine langjährige Freundin Julia ist zwar erfolgreiche Tierärztin, doch sie kann ihn aus der misslichen Situation auch nicht befreien. Darüber hinaus belastet ihn der Tod seiner Mutter, die in einer Nervenklinik gestorben ist. Kurzentschlossen legt er sich einen falschen Namen sowie zwei falsche Doktortitel zu. Er fälscht die notwendigen Papiere und bewirbt sich als Dr. Dr. Sylvester als Arzt und Psychiater bei einer kommunalen Gesundheitsbehörde.
Anstandslos, ohne eingehende Prüfung wird er eingestellt. Der charmante Dr. Dr. gilt seitdem als befähigter Arzt und höchst gescheiter Psychiater, der erfolgreich in der Gesundheitsbehörde seinen Dienst erfüllt. Durch diesen Erfolg genießt er schnell das Vertrauen in der sogenannten besseren Gesellschaft. Immer häufiger suchen deren Mitglieder den persönlichen, medizinischen Rat des Naturtalents. Der Oberbürgermeister sucht Hilfe, denn er sieht sich von Feinden umzingelt, die ihm nach seinem Amt trachten. Ein Stadtrat leidet unter Gedächtnislücken, die seine Feinde schon längst erkannt haben. Ein vor dem Konkurs stehender Fabrikant will das Vermögen seiner Mutter an sich reißen und diese daher entmündigen lassen. Breden versucht zunächst, sich der Probleme anzunehmen, doch letztlich wachsen sie ihm über den Kopf.
In dieser Situation inszeniert er ein Missgeschick. Er verliert seine falschen zusammen mit den richtigen Ausweispapieren, was dazu führt, dass er vor Gericht angeklagt wird. Der Gerichtsprozess beweist schließlich, wie leicht es in der titelgläubigen, besseren Gesellschaft ist, beruflichen Erfolg und Anerkennung zu erlangen.

## Hintergrund
Der Spielfilm wurde im Auftrag des Zweiten Deutschen Fernsehen (ZDF) produziert. Die Motive des Films greifen in sehr freier Form Geschehnisse aus Flensburg auf. Dort hatte in den Jahren 1982/83 Gert Postel als Amtsarzt Dr. Dr. Bartholdy praktiziert, obwohl er in Wahrheit kein Medizinstudium absolviert hatte. Erstmals im ZDF ausgestrahlt wurde der Fernsehfilm am 10. April 1989. Die Fernsehzeitschrift Prisma bezeichnet ihn als Fernsehfilm, nennt aber auch einen Kinostart für den 1. Januar 1989. Entweder ist diese Information fehlerhaft oder es handelte sich um eine begrenzte Kinofilmveröffentlichung.

## Kritik
Das Lexikon des internationalen Films resümierte: „Fernsehspiel, das Titelgläubigkeit und Blauäugigkeit aufs Korn nimmt.“ Die TV Today urteilte: „Den Unterschied zwischen gescheitert und gescheit macht oft nur ein falscher Titel. [...] Regisseur Eberhard Itzenplitz [...] hat die satirische Geschichte um Autoritätshörigkeit und Leichtgläubigkeit mit leichter Hand inszeniert.“ Während die Fernsehkritik der Programmzeitschriften die Sendung positiv aufnahm, fiel das Urteil der Tagespresse und Fachzeitschriften überwiegend negativ aus. Knut Hickethier bemängelte in epd Film die fehlende Sozialkritik und eine ästhetische Unentschlossenheit. Für Hans Göhl (Münchner Merkur) war der Schwindel zu „kindlich simpel“, und in Verbindung mit dem wohlgefälligen Ende (die Freundin des Betrügers finanziert ihm ein Medizinstudium) ergab das seiner Ansicht nach eine „perfekte Langeweile“. „Plump und schematisch“ nannte Frank Ohlert im Kölner Stadt-Anzeiger den Handlungsverlauf. Der mit „Dz“ zeichnende Rezensent der Hannoverschen Allgemeinen Zeitung schrieb über die „betuliche Feierabendschmonzette“: „Und so verwandelt sich die mögliche Satire auf Ämterklüngel und Titelsucht ruckzuck in eine rührende Geschichte mit Happy-End.“